# Петър Ангелов (учител)
Вижте пояснителната страница за други личности с името Петър Ангелов.
Петър Ангелов е изявен възрожденец от Свищов, дългогодишен учител там.
Роден е в Свищов през 1829 г в бедно семейство. Отличавал се с интерес към знанията и прилежност в учението. Църковната градска община и читалището в града поемат грижата за неговото образованието му. По-късно го изпращат в Киев, където след десетгодишно следване завършва гимназиален курс и Университета по история и филология. В 1857 г. той се завръща в Свищов и веднага бил назначен за учител в Петропавловското училище (в Лясковския манастир). В това училище просвещава 23 години. 
В 1871 г. той е представител на Свищов в първия църковно-народен събор в Цариград по разрешението на църковния въпрос.
По време на Освободителната война е преводач при тогавашното управление и член-секретар на Свищовския окръжен съвет. През 1879 г. участва в Учредителното събрание в Търново за изготвяне на Конституцията на Княжество България. 
Въвежда в свищовските класни училища програмата на руските гимназии и за много от учебните предмети изготвя записки за учениците. Преподава по всеобща история, аритметика, география и френски език. 
От 1880 г. до 1886 г. преподава в Софийската класическа гимназия.
Починал е на 14 февруари 1886 г. в София.